# اولیویه برنارد
اولیویه برنارد (انگلیسی: Olivier Bernard؛ زادهٔ ۱۴ اکتبر ۱۹۷۹) بازیکن فوتبال اهل فرانسه است.
از باشگاه‌هایی که در آن بازی کرده‌است می‌توان به باشگاه فوتبال دارلینگتون، باشگاه فوتبال ساوت‌همپتون، باشگاه فوتبال رنجرز، باشگاه فوتبال المپیک لیون، و باشگاه فوتبال نیوکاسل یونایتد اشاره کرد.